# 彭爾康
彭爾康（1908年9月17日—1983年5月14日）。湖南省攸縣綱嶺人。民國37年（1948年）在礦業工會及鹽業工會當選第一屆立法委員

## 生平[1][2][3][4][5]
- 國立北京法政大學畢業
- 國民革命軍總司令部總政治部特派員
- 國民革命軍總司令部總政治部北伐行營組織處處長
- 中國國民黨中央黨部幹事
- 國民周刊社社長
- 中國國民黨南京市黨部委員兼書記長
- 中國國民黨中央社會部社會運動處處長
- 中國國民黨中央組織部秘書、特准列席第六次全國代表大會
- 國家總動員會議參事兼對敵經濟作戰委員會主任委員
- 立法院立法委員
- 中國醫藥學院董事會常務董事
- 民國72年5月14日病逝[6]